# GLADIATOR 019 in OSAKA
GLADIATOR 019 in OSAKAは、日本の総合格闘技団体「GLADIATOR」の大会の一つ。
2022年9月25日、大阪府豊中市の176BOXで開催された。

## 大会概要
今大会では2年ぶりのMMA復帰となる南出剛がメインに出場し、ライダーHIROと対戦。セミファイナルはフライ級王者のNavEがノンタイトル戦で有川直毅を迎え撃った。PROGRESSフォークスタイルグラップリングマッチも3試合組まれている。

## 試合結果
第1試合 ウェルター級 5分2R
○  藤田大 vs.  近藤魁星 ×
1R 1:47 リアネイキドチョーク
第2試合 フェザー級 5分2R
○  伊賀GORI vs.  一輝 ×
判定2-1
第3試合 ライト級 5分2R
○  後藤丈季 vs.  中薗優太 ×
判定3-0
第4試合 バンタム級 5分2R
○  溝口司 vs.  浅井亮磨 ×
1R 0:14 TKO
第5試合 フライ級 5分2R
○  中山陸斗 vs.  川崎聖太 ×
1R 4:51 TKO
第6試合 フライ級 5分2R
○  KJ Tylar vs.  岡本秀義 ×
判定4-2
第7試合 バンタム級 5分2R
○  谷口武 vs.  大前健太×
判定3-0
第8試合 フライ級 5分2R
○  吉村友菊 vs.  中西テツオ ×
判定3-0
第9試合 フライ級 5分2R
○  久保健太 vs.  ヤックル真吾 ×
判定3-0
第10試合 バンタム級 5分2R
○  別所竜弥vs.  MASANARI ×
判定3-0
PROGRESSフォークスタイルグラップリング バンタム級 5分2R
○  江木伸成 vs.  MAGISA ×
2R 2:16 ヒールホールド
PROGRESSフォークスタイルグラップリング 84㎏以下契約 5分2R
○  カウアン・タニノ vs.  小谷直之 ×
判定4-2
PROGRESSフォークスタイルグラップリング 71㎏以下契約 5分2R
○  森戸新士 vs.  須藤拓真 ×
判定4-1
第11試合 フェザー級 5分2R
○  中川皓貴 vs.  島村裕 ×
判定3-0
第12試合 ライト級次期挑戦者決定戦 5分2R
○  グスタボ・ウーリッツァー vs.  井上啓太 ×
2R 3:26 KO
第13試合 フライ級 5分2R
○  NavE vs.  有川直毅 ×
判定3-0
第14試合 バンタム級 5分2R
○  南出剛 vs.  ライダーHIRO ×
判定3-0